# Marlon Zanotelli
Marlon Módolo Zanotelli (* 19. Juni 1988 in Imperatriz, Maranhão) ist ein brasilianischer Springreiter, der in Belgien lebt. Seinen größten Erfolg errang er mit dem Gewinn der Goldmedaillen in Einzel- und Mannschaftswertung der Panamerikanischen Spiele 2019.

## Werdegang
1996 ritt er sein erstes Turnier und wurde 1998 brasilianischer Vize-Meister der Junioren. 2002 war er Vizemeister mit dem südamerikanischen Team und 2004 wurde er Team-Weltmeister mit Brasilien.
Im April 2008 kam er das erste Mal nach Europa und arbeitete für den Reiter Ludo Philippaerts in Belgien. Von 2011 bis 2016 war er im belgischen Bocholt als Bereiter tätig. Seitdem betreibt er zusammen mit seiner Ehefrau selbstständig einen Stall.
Nachdem Módolo Zanotelli bereits 2014 mit der brasilianischen Equipe auf Rang fünf der Weltreiterspiele 2014 gekommen war, verpassten die Brasilianer bei der Panamerikanischen Spielen 2015 knapp die Medaillenränge. Módolo Zanotelli war in Toronto mit Rock'n Roll Semilly Teil der brasilianischen Mannschaft gewesen.
Nachdem Módolo Zanotelli bei den Panamerikanischen Spielen 2019 mit Sirene de la Motte bereits mit Brasiliens Mannschaft Gold gewonnen hatte, blieb er im Einzelfinale als einziger Reiter ohne Fehler. Damit sicherte er sich auch die Einzel-Goldmedaille.
Im Juli 2019 befand er sich auf Platz 33 der Weltrangliste.

## Privates
Marlon Módolo Zanotelli stammt aus einer Reiterfamilie. Sein Vater und sein Großvater unterrichteten bei der Militärpolizei in Maranhão. Auch seine drei Brüder sind im Sport aktiv.
Am 13. Juni 2015 heiratete er die schwedische Springreiterin Angelica Augustsson in Belgien. Im Februar 2016 wurde ihre gemeinsame Tochter geboren.

## Erfolge

### Championate und Weltcup
- Weltmeisterschaften:
  - 2004 (Junioren): 1. Platz mit der Mannschaft
  - 2014, Caen: mit Clouwni 5. Platz mit der Mannschaft und 23. Platz im Einzel
- Panamerikanische Spiele:
  - 2015, Toronto: mit Rock'n Roll Semilly 4. Platz mit der Mannschaft und 40. Platz im Einzel
  - 2019, Lima: mit Sirene de la Motte 1. Platz mit der Mannschaft und 1. Platz im Einzel
- Brasilianische Meisterschaften:
  - 1998: 2. Platz im Einzel (Junioren)

### Weitere Erfolge (Auswahl)
- 2007: 1. Platz im Großen Preis von Guatemala International 2007 (CSI 1*)[7]
- 2008: 4. Platz im Großen Preis (CSI**) von Brüssel mit Topgun[8]
- 2009: 2. Platz im Großen Preis von Arezzo (des CSIU25-A - Turnier für Reiter bis 25 Jahre, Wertungsprüfung European Youngster Cup) mit Ulexa[9], 4. Platz in der Hauptprüfung des Einladungsturniers im Rahmen des CSI 5* Cannes mit Sam[10], 4. Platz Hauptprüfung des Einladungsturniers im Rahmen des CSI 5* Monaco 2009 mit Spetter, 4. Platz Großer Preis (CSI 2*) von Estoril (im Rahmen des CSI 5* Estoril) mit Spetter[11], 3. Platz im Großen Preis des CSI 2* im Rahmen des Weltcupturniers von Mechelen mit Catballou
- 2011: 5. Platz im Großen Preis der ersten Woche der Magna Racino Spring Tour (CSI 2*) mit Ode des Roches
- 2012: 2. Platz im Großen Preis der dritten Wochen der Mediterranean Equestrian Tour, Oliva (CSI 2*) mit Ode des Roches[12], 3. Platz im Großen Preis der ersten Wochen des Toscana Tour (CSI 3*) mit Ode des Roches, 4. Platz als Teil der brasilianischen Mannschaft im Nationenpreis von Lissabon (CSIO 4*) mit Ode des Roches, 3. Platz im Großen Preis von Lissabon (CSIO 4*) mit Ode des Roches, 7. Platz im Großen Preis von Wien (CSI 5* GCT) mit Edesa S Banjan
- 2013: 1. Platz in den Großen Preisen der ersten und zweiten Woche der Mediterranean Equestrian Tour (CSI 2* Oliva) mit Ode des Roches, 3. Platz im Nationenpreis von Lissabon (CSIO 3*) mit Cartella, 1. Platz im Nationenpreis von San Marino (CSIO 3* Arezzo) mit Clouwni, 2. Platz im Nations-Cup-Finale (CSIO 5*) mit Clouwni
- 2014: 3. Platz im Großen Preis von Nörten-Hardenberg (CSI 3*) mit Extra van Essene

(Stand: 25. Mai 2014)

## Pferde (Auszug)
aktuelle:
- Andora Z (* 2003), Fuchsstute, Vater: Andiamo Z, Muttervater: Parlando, Besitzer: Patrick Bruyninx, seit Juni 2011, zuvor von Pénélope Leprevost geritten.
- Cerise de Muze (* 2002), braune Stute, Vater: Kanan, Muttervater: Nabab de Reve, seit Juni 2011, zuvor von Laurent Thirion geritten.
- Ode des Roches (* 2002), Selle Français Schimmelstute, Vater: First de Launay, Muttervater: Tu viens Dorval
- HH Linton (früher Linton 3), (* 2001), Holsteiner Schimmelhengst, Vater: Lican, Muttervater: Calido I, seit April 2011, zuvor von Peter Wylde, Quentin Judhe und Bastian Freese geritten.
- Corrito (* 2003), Holsteiner Schimmelwallach, Vater: Corrado I, Muttervater: Libertino I
- Banjan van de Roze Weide (* 2001), braune BWP-Stute, Vater: Toulon, Muttervater: Lys de Darmen

ehemalige Turnierpferde:
- Cheyenne 111 Z (* 2003), braune Zangersheide-Stute, Vater: Chatman, Muttervater: Calimero, seit Mitte 2012 von Kevin Staut geritten.
- Usha van't Roosakker (* 1997), braune BWP-Stute, Vater: Chin Chin, Muttervater: Major de la Cour, zuvor von Gilbert Deroock, inzwischen von Eiken Sato geritten.
- Norlam des Etisses (* 2001), Selle Français Fuchshengst, Vater: Quidam de Revel, Muttervater: Uriel, inzwischen von Pedro Veniss geritten.
- Cat Ballou (* 1998), Irisches Sportpferd, brauner Hengst, Vater: Ard Black Cat, Muttervater: King Henry, Besitzer: Nicolette Groley Wright
- Sam (* 1999), brauner KWPN-Wallach, Vater: Kroongraaf, Muttervater: Epilot, Besitzer: Stoeterij Dorperheide, zuvor von Albert Zoer und Ludo Philippaerts geritten.
- Spetter (* 1999), KWPN-Wallach, Fuchs, Vater: Heartbreaker, Muttervater: Ramiro Z, Besitzer: Meridium Financial, zuvor von Nicola Philippaerts, inzwischen von Jody Bosteels geritten.
- Bartholomeus (* 2001), BWP-Schimmelwallach, Vater: Parco, Muttervater: Skippy II, inzwischen von Jody Bosteels geritten.
- Cobe van het Gonnehof (* 2002), BWP-Schimmelhengst, Vater: Parco, Muttervater: Elanville, Besitzer: Stoeterij Dorperheide, 2009-2010, zuvor von Nicola Philippaerts, inzwischen von Jody Bosteels geritten.